# 39
سنة 39 م (بالأرقام الرومانية: XXXIX) كانت سنة بسيطة تبدأ يوم الخميس (الرابط يظهر نموذج الجدول الزمني الكامل للسنة) من التقويم اليولياني. في ذلك الوقت كانت هذه السنة تعرف على أنها سنة تولي القنصلية من قبل أغسطس وكوربولو (وتعرف على نطاق أضيق بسنة 792 من تاريخ تأسيس روما). بدأت تسمية السنة ب39 منذ العصور الوسطى المبكرة، عندما أصبح تقويم أنو دوميني هو الأسلوب السائد في أوروبا لتسمية السنوات.

## مواليد
- الإمبراطور تيتوس (تيتوس فيلافيوس قيصر فاسباسيانوس أغسطس - Titus Flavius Vespasianus) المعروف بايجاز بتيتوس كان الإمبراطور الروماني العاشر
- لوكان أو ماركوس أنايوس لوكانوس (باللاتينية: Marcus Annaeus Lucanus) هو شاعر روماني.

## وفيات
- لوسيوس أنيوس سينيكا أو سينيكا الأكبر كان أحد الخطباء الرومان البلغاء